# Chignik Lagoon (Alaska)
Chignik Lagoon es un lugar designado por el censo situado en el borough de Lake and Peninsula en el estado estadounidense de Alaska. Según el censo de 2010 tenía una población de 78 habitantes.

## Demografía
Según el censo de 2010, Chignik Lagoon tenía una población en la que el 20,5% eran blancos, 0,0% afroamericanos, 62,8% amerindios, 1,3% asiáticos, 0,0% isleños del Pacífico, el 3,8% de otras razas, y el 11,5% pertenecían a dos o más razas. Del total de la población el 3,8% eran hispanos o latinos de cualquier raza.

## Localidades adyacentes
El siguiente diagrama muestra a las localidades más próximas a Chignik Lagoon.